# Стад-дю-Амо
Стад-дю-Амо (фр. Stade du Hameau) или Стад колонель де Форнель (фр. Stade colonel de Fornel) — футбольный и регбийный стадион, расположен в городе По, департамент Атлантические Пиренеи, построен в 1948 году и является главной спортивной ареной в городе. На стадионе домашние матчи проводят регбийный клуб «Сексьон Палуаз», выступающий в Топ 14 и футбольный клуб «По», выступающий в Любительском чемпионате Франции.

## История
Стадион был построен в 1948 году и изначально принадлежал Вооружённым силам Франции, на нём тренировались ученики Национальной школы военной подготовки. С 1954 года по соглашению с Министерством обороны Франции стадион перешёл в пользование городских властей и на нём начали выступать местные спортивные команды. Город постоянно улучшал стадион, так, к середине 1980-х годов появились административные помещения, новые трибуны, а поле было обновлено. В 1983 году стадион перешёл в полное владение муниципалитета.
В октябре 1990 года местный регбийный клуб «Сексьон Палуаз» сменил свой старый стадион «Стад де ла Круа де Пренс» на «Стад дю Амо». В первом матче на новом стадионе «Сексьон» обыграли «Тулузу» со счётом 15—6.
Из-за того, что стадион открыт с нескольких сторон, точное количество мест сложно подсчитать. Разные источники дают цифру от 13 до 14 тысяч зрителей. Рекорд посещаемости был установлен 22 января 1994 года, когда «По» принимал «Сент-Этьен» в Кубке Франции, на стадион тогда пришло чуть больше 13 000 человек. Примерно такое же количество зрителей смотрели полуфинальный матч плей-офф Про Д2 11 мая 2013 года, когда «Сексьон Палуаз» принимал «Атлантик Стад Рошле».
В сезоне 2014/15 на стадионе установили дополнительную трибуну вместимостью в 400 человек. В конце сезона трибуну убрали и начали строить постоянную трибуну на 2996 мест. Трибуна будет состоять из трех частей: центральная часть будет иметь крышу и вмещать 1 212 зрителей; над двумя другими частями крыши не будет и вмещать они будут 936 и 848 зрителей соответственно. Это позволит увеличить вместимость стадиона до 18 000 мест, из которых 13 000 будут сидячими.

## Команды

### Футбол
На «Стад дю Амо» свои домашние матчи проводит футбольный клуб «По». В рамках Кубка Франции команда неоднократно встречалась с другими известными клубами страны: «Сент-Этьеном», «Нимом», «Канном», «ПСЖ».
На стадионе дважды проводила матчи Молодёжная сборная Франции по футболу. Первый раз — 12 марта 1997 года товарищеский матч против Швейцарии, тогда в матче приняли участие такие игроки как Тьерри Анри, Патрик Виейра и Давид Трезеге. Второй матч был проведён 18 мая 2006 года, это была встреча с Хорватией, в тот день за Францию сыграли Стив Манданда, Бакари Санья и Йоанн Гуркюфф.

### Регби
С 1990 года на стадионе играет «Сексьон Палуаз», регулярный участник Про Д2 и Топ 14, поэтому лучшие команды Франции регулярно проводят на «Стад дю Амо» свои выездные матчи.
В 2014 году женская сборная Франции по регби провела выиграла здесь свой домашний матч против женской сборной Ирландии по регби в рамках Кубка шести наций среди женщин, завоевав Большой шлем и выиграв турнир, матч посетили 8 500 зрителей.

## Галерея
- Южная трибуна «Стад дю Амо»
- Стадион во время матча «Сексьон Палуаз»